# KiraKira☆メロディ学園
KiraKira☆メロディ学園（キラキラメロディがくえん）は、バンプレスト（ミューラス）、ニッポン放送、AICによる声優ユニット企画。略称はキラメロ。
担当者の一人は、グッドスマイルカンパニー社長になった安藝貴範。

## 来歴
元々はカードゲームの企画だったのだが途中から企画が変更され、オーディションを行い入学者を決定、学園生徒として声優のレッスンを受けながら様々な活動を行いアイドル声優を目指していく、というものになった。
1999年2月に最終オーディションが行われ第1期生65人が決定したが内5人が活動開始前に都合により脱退している。同年4月より活動開始。イベントやライブ開催、ラジオ番組出演などの活動を行った。
2000年4月には第2期生が入学。
当初は3年間の活動が予定されていたが、開校から2年後の2001年3月に廃校となり、同年7月のファイナルアルバム発売を以って解散した。

## 生徒

### 第1期
| No.1 赤見幸重                     | No.2 浅野真澄                        | No.3 新舞りあす（現・工藤杏） | No.4 伊藤彩                           | No.5 伊藤栄味子（現・伊東絵実） | No.6 伊藤麻衣    | No.7 伊藤麻喜（現・真木碧）      |
| No.8 猪口有佳（現・いのくちゆか） | No.9 皆乃楓子（現・みなのふうこ）    | No.10 大木美里                | No.11 大越友恵（現・オオゴシ*トモエ） | No.12 大塚麻恵（現・渡辺麻恵）  | No.13 岡本るみ   | No.14 小倉真衣子                 |
| No.15 小原未嗣                    | No.16（欠番）                        | No.17 加藤まどか              | No.18 門脇舞（現・門脇舞以）          | No.19 亀井朝香                  | No.20（欠番）    | No.21 雛野真代（現・榊原ゆい）   |
| No.22 木村郁絵                    | No.23 桑門そら                       | No.24 小林カナ                | No.25 坂井理華                        | No.26 佐藤千鶴子                | No.27 沢井なつ美 | No.28 柴田承香                   |
| No.29 桜井紗良                    | No.30 新谷さや香                     | No.31 進藤陽子                | No.32 杉山美樹                        | No.33 鈴木美智子                | No.34 関根美幸   | No.35 瀬來至寿子（現・美弥乃静） |
| No.36 大黒優佳（現・大黒優美子）  | No.37 高瀬典子                       | No.38 高比良純                | No.39 高山佳奈子（現・高山かな）      | No.40 立石麻衣                  | No.41（欠番）    | No.42 田邊みり                   |
| No.43（欠番）                     | No.44 土屋美恵子（現・つちやみえこ） | No.45 出口元子                | No.46 堂免聡美                        | No.47 徳永愛                    | No.48 豊留千佳子 | No.49 永井信子                   |
| No.50 長阪可南子                  | No.51 長野江梨子                     | No.52 日笠山亜美              | No.53 広江美奈                        | No.54 古内里佳（現・古原奈々）  | No.55 古田英恵   | No.56 細川聖可                   |
| No.57（欠番）                     | No.58 松本智代美                     | No.59 間宮知子                | No.60 御崎眞美                        | No.61 三戸洋子                  | No.62 面上弘妃   | No.63 薮田尚子（現・樹元オリエ） |
| No.64 山本幸代                    | No.65 脇山このみ                     | -                             | -                                     | -                               | -                | -                                |

### 第2期
| No.1 秋葉レイ    | No.2 秋元乃枝    | No.3 阿久津しおり   | No.4 綾音                        | No.5 池江倫子                  |
| No.6 伊藤あすか  | No.7 井上恵理    | No.8 絵里           | No.9 遠藤さとこ                  | No.10 桜花由美                 |
| No.11 桜沢レナ   | No.12 大橋莉紗   | No.13 尾形聡子      | No.14 小田喜久枝（現・織田紗綾） | No.15 小野彰子                 |
| No.16 折戸マリ   | No.17 神谷るり   | No.18 川崎理加      | No.19 神咲まゆみ                 | No.20 貴本さなな               |
| No.21 栗田ひろ子 | No.22 相模なつき | No.23 塩味薫        | No.24 篠原江美子                 | No.25 菅原恵理                 |
| No.26 鋤沢香奈子 | No.27 杉山ゆか   | No.28 須永えみ      | No.29 妹尾くみ                   | No.30 多賀由希子               |
| No.31 高橋亜美香 | No.32 高橋けい菜 | No.33 永井かすみ    | No.34 林あかり                   | No.35 林由美                   |
| No.36 姫野香央瑠 | No.37 広瀬桃子   | No.38 Hiron（Aina） | No.39 巻口容子                   | No.40 三神愛子                 |
| No.41 みすず     | No.42 水田ゆか   | No.43 宮脇梓        | No.44 村田枝理                   | No.45 森田千明（現・森田樹優） |
| No.46 山ざき瞳   | No.47 山田香世子 | No.48 山田さとこ    | No.49 吉川由弥                   | No.50 和所こづえ               |

## 生徒数の変遷
1999年中に9人が、2000年3月には23人が転校と称して脱退していった。
1999年脱退
杉山美樹、長阪可南子、面上弘妃、伊藤麻衣、伊藤麻喜、山本幸代、脇山このみ、大木美里、岡本るみ
2000年3月脱退
新舞りあす、伊藤彩、猪口有佳、小原未嗣、門脇舞、亀井朝香、小林カナ、坂井理華、佐藤千鶴子、関根美幸、大黒優佳、立石麻衣、出口元子、堂免聡美、豊留千佳子、長野江梨子、日笠山亜美、広江美奈、古内里佳、古田英恵、細川聖可、間宮知子、薮田尚子
2000年7月脱退
伊藤栄味子、加藤まどか、柴田承香、進藤陽子、高山佳奈子、徳永愛
秋葉レイ、綾音、池江倫子、桜花由美、小田喜久枝、折戸マリ、栗田ひろ子、菅原恵理、多賀由希子、高橋亜美香、高橋けい、菜林由美、三神愛子、水田ゆか、山ざき瞳、山田さとこ
第2期生50人を加えて78人となった後、2000年7月には第1期生6人が卒業として、第2期生16人が転校として脱退し、解散時まで残った生徒は第1期生22人、第2期生34人の計56人だった。

## キラメロ☆ユニット
キラメロ☆ユニットと呼ばれるユニット内ユニット
- Heart♥Chu（はーちゅ）
土屋美恵子、高比良純、新谷さや香
- メロメロメロン
土屋美恵子、高比良純、新谷さや香、永井信子
- DEAR+ME（ディアミー）
雛野まよ、木村郁絵、田邊みり、大越友恵、桜井紗良、皆乃楓子
- 無敵Palette（むてきパレット）
新舞りあす、大塚麻恵、門脇舞、桑門そら、佐藤千鶴子、桜井紗良、高瀬典子、古内里佳、松本智代美、薮田尚子、（2001年〜2期生が追加）伊藤あすか、井上恵理、小野彰子
- White▽Che（ほわいちぇ）
永井信子、沢井なつ美、桜井紗良

解散後、参加メンバーによって作られたユニット
- CutiePai
神咲まゆみ、巻口容子、永井かすみ、Hiron
- LaLa♪Lu
Hinano（雛野まよ）、桜井紗良、皆乃楓子、大塚麻恵、木村郁絵、新谷さや香、永井信子、Aina、伊藤あすか

## ディスコグラフィ

### シングル
| 枚  | 発売日        | タイトル | 型番      |
| --- | ------------- | -------- | --------- |
| 1st | 1999年7月24日 | 一学期   | MK-001    |
| 2nd | 2000年8月30日 | 大好き！ | ZMCZ-1118 |

### アルバム
| 枚  | 発売日        | タイトル                                                       | 型番      |
| --- | ------------- | -------------------------------------------------------------- | --------- |
| 1st | 2001年7月28日 | KiraKira☆メロディ学園 ファイナルアルバム〜さよならはいわない〜 | MACM-1142 |

### ユニット内ユニット参加作品
| 発売日                                              | タイトル          | 型番              | 形態              |                   |
| 「Heart♥Chu」作品                                   | 「Heart♥Chu」作品 | 「Heart♥Chu」作品 | 「Heart♥Chu」作品 | 「Heart♥Chu」作品 |
| --------------------------------------------------- | ----------------- | ----------------- | ----------------- | ----------------- |
| 2000年11月30日                                      | KIRA☆KIRA         |                   | シングル          |                   |
| 2001年1月24日                                       | Heart♥Chu Style   |                   | アルバム          |                   |
| 「DEAR+ME」、「無敵Palette」、「White▽Che」参加作品 |                   |                   |                   |                   |
| 2001年2月28日                                       | DEAR+PALETTE▽CHE  |                   | アルバム          |                   |

### VHS
- kirakira☆メロディ学園 2学期（1999年12月）
- kirakira☆メロディ学園 3学期（2001年5月）
- kirakira☆メロディ学園 FINAL LIVE（VHS2本組、2001年5月）

## その他
ドラマCD化について
KiraKira☆メロディ学園 ドラマCD 1 - 2、2000年発売（第1巻3月25日、第2巻4月28日）。
OVA化について
2001年、プロジェクト開始直後より告知されていたアニメ化（OVAリリース）が決定し、メインの声優として以下のメンバーが各種アニメ雑誌に公開されたが、解散にともないお蔵入りとなった。
- 浅野真澄、雛野まよ、木村郁絵、桑門そら、皆乃楓子